# Blandy, Essonne
Blandy là một xã ở tỉnh Essonne thuộc vùng Île-de-France miền bắc nước Pháp.